# Meliboeus braunsi
Meliboeus braunsi es una especie de escarabajo barrenador metálico del género Meliboeus, familia Buprestidae, orden Coleoptera.

## Taxonomía
Fue descrita por Obenberger en 1923 y publicada en Obenberger J. Drei neue Buprestidenarten aus Capland (Col.). Neue Beiträge zur Systematischen Insektenkunde Nr. 15/17, 2:117-119. (1923).